# Jhivvan Jackson
Jhivvan Jameel Jackson Meléndez (Bayamón, 27 agosto 1998) è un cestista portoricano con cittadinanza panamense.

## Carriera
Dopo aver trascorso la carriera universitaria con gli UTSA Roadrunners, il 2 marzo 2022 firma il primo contratto professionistico con il Minorca, militante nella LEB Plata, con cui, alla prima partita disputata, segna 30 punti. Il 29 agosto passa allo Spirou Charleroi; dopo un'ottima stagione con il club belga, il 22 luglio 2023 si trasferisce al Tigers Tubinga.

## Palmarès

### Individuale
- Basketball-Bundesliga MVP: 1

Würzburg: 2024-2025